# Xanthostemon verticillatus
Xanthostemon verticillatus là một loài thực vật có hoa trong Họ Đào kim nương. Loài này được (C.T.White & W.D.Francis) L.S.Sm. miêu tả khoa học đầu tiên năm 1956.